# ایلان (کازرون)
ایلان روستایی از توابع بخش جره و بالاده در استان فارس است.

## جمعیت
این روستا در دهستان جره قرار دارد و براساس سرشماری مرکز آمار ایران در سال ۱۳۸۵، جمعیت آن ۵۹۱ نفر (۱۲۷خانوار) بوده‌است.

## مردم
مردم این روستا لر هستند.اصیل ترین قوم لری که در بخش جره و بالاده وجود دارد  لر ایلونی میباشد. لرهای ایلونی متعلق به نورآباد ممسنی می باشد  و در روستایی که بعد از مصیری نورآباد بوده سکونت داشته اند و نام آن روستا هم ایلون بوده است  لرهای ایلونی قشلاق خود را در نوگک و ییلاق خود را در روستایی بعد از مصیری نورآباد به نام ایلون می گذارند. لرهای ایلونی در سال ۱۲۴۵ به منطقه جره و بالاده مهاجرت کردند و بعد از چند سال روستایی تشکیل می دهند و نامه روستا را ایلون می گذارند که پس از ۸ سال لرهای ایلونی  بزرگان منطقه و به چند روستا تقسیم می شوند و سپس تعدادی از آنهافامیلی های خود را به نادری، ضیایی و رستمی تغییر دادند. تنها شهید روستا شهید علی حسین قبادی نژاد و جانبازان این روستا نوذر ضیایی، سید رحیم موسوی و سید محمد حسینی می باشد. اولین کدخدای روستا کربلایی محمد علی ایلانی و آخرین کدخدای روستا مرحوم حاج غلامرضا نادری بود. افراد سرشناس روستا مرحوم حاج خوشیار نادری، حاج حسین ضیایی، حاج لهراسب کشاورز، حاج امیرحمزه ضیایی و حاج سید همزه موسوی می توان اشاره کرد. از تحصیلکرده های قدیمی روستا می توان حاج محمود ضیایی و حاج شمشاد نادری را نام برد. ولی جوانان تحصیل کرده زیادی دارد که می توان به سرشناس ترین آنها مهندس روح اله پادبان، صدرا ضیایی و متخصص هوشبری داود نادری دکتر محمد نادری دکتر حمید نادری  اشاره کرد. حساس ترین موقعیت های شغلی افراد روستا صالح نادری (مدیریت پروژه های جنوبی)، صدرا ضیایی (سرپرست طرح و توسعه پالایشگاه) و امین ایلانی (رئیس شورای اسلامی بخش جره و بالاده)اشاره کرد.